# ジョン・アイリー
ジョン・アイリー（John Iley, 1967年9月29日 - ）は、イギリス出身の空力エンジニアで、元ケータハムF1チームのパフォーマンスディレクター。

## 人物
コヴェントリーのランチェスター工科大学を卒業後、インペリアル・カレッジ・ロンドンで学び、風洞実験とスポーツ・プロトタイプのデータ解析に取り組み1990年卒業し学士。

### 初期（1989年 - 1995年）
- 1989年、ユーロブルンF1チームカーの設計に参加。
- 1990年、ユーロブルン・ジャッドC91スポーツカーのデザインに参加。
- 1991年初頭、Allard J2Xスポーツカーのエアロダイナミシストとして雇用された。

卒業時の1990年、ビスターのレースカー設計ファームのブルン・テクニクスに空力デザイナーとして雇用された。
ウォルター・ブルンの名を冠するこの設計ファームは、F1チームのサブ・コンストラクター。
1983年に設立されたスイスのレーシングチーム、ブルン・モータースポーツのウォルター・ブルンが、F1参戦のために、イタリアのユーロブルンF1チームを作り出し、車両性能に飽き足らないそのオーナーが、1989年車輛をビスターに求め、ジョージ・ライトンとロベルト・オーリとティム・フィーストが、ジャッドが搭載されたER189を用意した。
| ユーロブルン・ER189 (F1) (1988-1889年の設計作業)        | ユーロブルン・ER189 (F1) (1988-1889年の設計作業) | ユーロブルン・ER189 (F1) (1988-1889年の設計作業) | ユーロブルン・ER189 (F1) (1988-1889年の設計作業) |
| ------------------------------------------------------- | ------------------------------------------------ | ------------------------------------------------ | ------------------------------------------------ |
| モノコック製作はブルンテクニクス社 (ビスター)           |                                                  |                                                  |                                                  |
|                                                         | ジョージ・ライトン                               | George Ryton                                     | テクニカルディレクター                           |
|                                                         | ロベルト・オーリ                                 |                                                  | チーフデザイナー                                 |
| 1989.03-1990.09                                         | ティム・フィースト                               | Tim Feast                                        | チーフエンジニア                                 |
| ブルン・C91 (グループC) (1989-1890年の設計作業)         |                                                  |                                                  |                                                  |
| モノコックの製作アドバンスト・コンポジット社 (ビスター) |                                                  |                                                  |                                                  |
|                                                         | スティーブ・リジャーズ                           | Steve Ridgers                                    |                                                  |
|                                                         | ヘイデン・バービル                               | Hayden Burvill                                   | チーフデザイナー                                 |
|                                                         | ジョン・アイリー                                 | John Iley                                        | エアロダイナミシスト                             |

| Allard J2X-C (グループC) (1990-1891年の設計作業) | Allard J2X-C (グループC) (1990-1891年の設計作業) | Allard J2X-C (グループC) (1990-1891年の設計作業) | Allard J2X-C (グループC) (1990-1891年の設計作業) |
| ------------------------------------------------ | ------------------------------------------------ | ------------------------------------------------ | ------------------------------------------------ |
| モノコックの製作はベージングストーク             |                                                  |                                                  |                                                  |
|                                                  | クリス・ハンバーストーン                         | Chris Humberstone                                |                                                  |
|                                                  | ヘイデン・バービル                               |                                                  | チーフデザイナー                                 |
|                                                  | ジョン・アイリー                                 | John Iley                                        | エアロダイナミシスト                             |
| 1990.09-1991.03                                  | ティム・フィースト                               | Tim Feast                                        | チーフエンジニア                                 |

在学中の風洞オペレーションでF1カーのER189の設計に関わったが、1990年、ブルン・モータースポーツの雇用を受けて、ジャッドを搭載したブルン・C91の設計と、3.5LグループCプロトタイプスポーツカーの設計に携わった。
1991年、Allard J2X-Cスポーツカーの空気力学担当者として採用され、以降は1995年までHRS Consultancyに所属し、
- ニューマン・ハース・レーシング (ドライバー：マリオ・アンドレッティ, マイケル・アンドレッティ)
- ローラ
- スウィフト・エンジニアリングで、インディカーの開発に携わった[4]。

### ジョーダン（1995年 - 2001年11月）
1995年、ジョーダンのエアロダイナミシストとしてにF1に移り、1997年3月 - 2001年11月、空力部門のヘッドに就任し、ダレン・デイビスから引き継いだ空力部門の新しいチーフのシーマス・マラーキーを補佐した。
| 投入年 | 設計年 | 型式            | Engineering Director | Chief Designer       | Chief Engineer                            | Technical Director                        | Technical Director   | Head of Aerodynamics |
| 1996 | 1995   | ジョーダン 196  | ティム・ホロウェイ   |                      | マーク・スミス                            | ゲイリー・アンダーソン                    |                      | ダレン・デイビス     |
| 1997 | 1996   | ジョーダン 197  |                      | ポール・クルックス   | マーク・スミス                            | ゲイリー・アンダーソン                    | シーマス・マラーキー |                      |
| 1998 | 1997   | ジョーダン 198  | マーク・スミス       | ポール・クルックス   |                                           | ゲイリー・アンダーソン                    | マイク・ガスコイン   | ジョン・アイリー     |
| 1999 | 1998   | ジョーダン 199  | ティム・ホロウェイ   | マーク・スミス       | ボブ・ベル (Technology Director)          | ボブ・ベル (Technology Director)          | マイク・ガスコイン   | ジョン・アイリー     |
| 2000 | 1999   | ジョーダン EJ10 | ティム・ホロウェイ   | マーク・スミス       | ボブ・ベル (Technology Director)          | ボブ・ベル (Technology Director)          | マイク・ガスコイン   | ジョン・アイリー     |
| 2001 | 2000   | ジョーダン EJ11 | ティム・ホロウェイ   | マーク・スミス       | ボブ・ベル                                | マイク・ガスコイン                        | エグバル・ハミディ   | ジョン・アイリー     |
| 2002 | 2001   | ジョーダン EJ12 | ティム・ホロウェイ   | ジョン・マクキリアム | ゲイリー・アンダーソン(Sporting Director) | ゲイリー・アンダーソン(Sporting Director) | エグバル・ハミディ   | ジョン・アイリー     |
| - 1998, ジョーダン 198 - 1999, ジョーダン 199 - 2000, ジョーダン EJ10 - 2001, ジョーダン EJ11 - 2002, ジョーダン EJ12 |        |                 |                      |                      |                                           |                                           |                      |                      |

### ルノー（2001年12月 - 2003年11月）
2002年、ルノーF1チームに移り、空力部門のヘッド(Head of Aerodynamics)として、2002、2003年車で、マイク・ガスコインを補佐した。
| 投入年                                                                          | 設計年 | 型式          | Project Leader                        | Chief Designer                        | Executive Engineer                    | Head of R&D | 副TD       | Technical Director | Head of Aerodynamics |
| 2001                                                                            | 2000   | ベネトン B201 | マーク・スミス (Engineering Director) | マーク・スミス (Engineering Director) | マーク・スミス (Engineering Director) |             |            | マイク・ガスコイン |                      |
| 2002                                                                            | 2001   | ルノー R202   | マーク・スミス                        | ティム・デンシャム                    | パット・シモンズ                      | Tad Czapski | ボブ・ベル | マイク・ガスコイン | ジョン・アイリー     |
| 2003                                                                            | 2002   | ルノー R23    | マーク・スミス                        | ティム・デンシャム                    | パット・シモンズ                      | Tad Czapski | ボブ・ベル | マイク・ガスコイン | ジョン・アイリー     |
| 2004                                                                            | 2003   | ルノー R24    | マーク・スミス                        | ティム・デンシャム                    | パット・シモンズ                      | Tad Czapski | ボブ・ベル | マイク・ガスコイン | ディノ・トソ         |
| - 2001, ベネトン B201 - 2002, ルノー R202 - 2003, ルノー R23 - 2004, ルノー R24 |        |               |                                       |                                       |                                       |             |            |                    |                      |

### フェラーリ（2003年12月 - 2009年12月）
2004年、チーフエアロダイナミシストとして フェラーリに加わった。

### マクラーレン（2010年1月 - 2012年4月）
2010年、マクラーレンに参加し、2011年後半、ガーデニング休暇を取得。

### ケータハム（2012年5月 - 2014年11月）
2012年、パフォーマンスディレクターとしてケータハムF1でガスコインを再び補佐する。
F1でのキャリアの後、アイリーは「アイリー・デザイン」(Iley Design)のディレクターを務めている。